# Мамедова, Наталья Александровна
Ната́лья Алекса́ндровна Маме́дова (также распространено написание фамилии как Маммадова; первая фамилия — Сказка; 2 декабря 1984 года, Донецк) — украинская и азербайджанская волейболистка.

## Спортивная карьера
Наталья Сказка родилась и начала заниматься волейболом на Украине. В 2002 году в составе молодёжной сборной Украины стала серебряным призёром чемпионата Европы. Сезон 2002—2003 годов провела в системе подмосковного «Заречья-Одинцова», в 2003 году переехала в Азербайджан, сменила гражданство и фамилию, став Мамедовой.
До 2007 года выступала за бакинский «Азеррейл», за исключением сезона-2005/06, который она провела в Швейцарии, выиграв с цюрихским «Волеро» национальный чемпионат и Кубок Швейцарии. В течение трёх сезонов подряд, с 2005 по 2007 год, она становилась самой результативной волейболисткой Лиги чемпионов. В 2007 году была признана лучшей волейболисткой Европы и получила приз «Золотой мяч».
Концовку сезона 2006—2007 годов Мамедова на правах аренды провела в итальянском «Кьери», причём изначально была заявлена под своей прежней фамилией Сказка, что вызвало резкое недовольство со стороны Федерации волейбола Азербайджана. Компромисс всё же был найден — спортсменка выходила на матчи с надписью «Наташа» на футболке.
Следующие два сезона Наталья провела в командах из трёх стран: вновь начав выступления за «Волеро», она весной 2008 года переехала в Испанию, а осенью того же года стала игроком турецкого клуба «Тюрк Телеком». Отыграв год в Анкаре, Мамедова подписала контракт сроком на один год с краснодарским «Динамо», которому предстоял дебют в российской суперлиге. Как и везде прежде, Наталья была главным действующим лицом в атаке и победила в споре самых результативных игроков с феноменальным отрывом от ближайшей преследовательницы на 173 очка.
Выиграв в составе краснодарской команды бронзовую медаль чемпионата России, Наталья Мамедова приняла предложение вернуться в Баку. В сезоне-2010/11, выступая за «Рабиту», стала финалисткой Лиги чемпионов, была признана лучшей подающей «Финала четырёх» этого турнира.
В 2012 году перешла в «Омичку», в 2014 году вернулась в «Волеро», где провела три сезона, выиграв три чемпионата Швейцарии и две бронзовые награды на клубных чемпионатах мира. В июле 2017 года подписала контракт с клубом «Динамо-Казань» и в наступившем сезоне завоевала Кубок России и серебро национального чемпионата. В сезоне-2018/19 выступала за усть-каменогорский «Алтай», в его составе стала чемпионкой и обладательницей Кубка Казахстана. В октябре 2019 года перешла в китайский «Ляонин», а в январе 2020 года — в индонезийский клуб «Джакарта Пертамина Энерджи», главным тренером которого работал азербайджанский специалист Зия Раджабов. Чемпионат Индонезии не был доигран из-за пандемии коронавируса COVID-19, но «Джакарта» как победитель регулярного первенства была объявлена чемпионом страны. В октябре того же года Мамедова пополнила состав французского «Волеро Ле-Канне».
В составе сборной Азербайджана Наталья Мамедова принимала участие на чемпионатах мира 2006 и 2018 годов, Мировом Гран-при-2006, чемпионатах Европы 2005 (4-е место), 2007, 2009, 2011 и 2013 годов, олимпийских квалификационных турнирах 2004 и 2008 годов, отборочном турнире чемпионата мира 2018 года.
Наталье Мамедовой принадлежит рекорд Лиги чемпионов по результативности в одном матче: 18 октября 2005 года в игре «Азеррейл» — «Вакыфбанк» она заработала для своей команды 47 очков. 26 августа 2006 года Мамедова также установила рекорд Гран-при (39 очков во встрече со сборной Кубы), превзойдённый в 2013 году нападающей сборной Польши Катажиной Сковроньской.
В апреле 2021 года объявила о завершении спортивной карьеры.

## Достижения
- Серебряный призёр молодёжного чемпионата Европы (2002) в составе сборной Украины.
- Чемпионка и обладательница Кубка Швейцарии (2005/06, 2014/15, 2015/16, 2016/17).
- Серебряный призёр чемпионата Испании (2007/08).
- Бронзовый призёр чемпионата Турции (2008/09).
- Серебряный призёр чемпионата России (2017/18).
- Бронзовый призёр чемпионата России (2009/10), самый результативный игрок чемпионата — 731 очко в 32 матчах, 6,04 очка в среднем за партию[16].
- Бронзовый призёр чемпионата России (2012/13), самый результативный игрок чемпионата — 784 очка в 31 матче, 6,64 очка в среднем за партию[16].
- Бронзовый призёр чемпионата России (2013/14).
- Обладательница Кубка России (2002, 2017), MVP «Финала четырёх» Кубка России (2017).
- Чемпионка Азербайджана (2010/11, 2011/12).
- Чемпионка и обладательница Кубка Казахстана (2018/19).
- Чемпионка Индонезии (2019/20).
- Финалистка Лиги чемпионов, лучшая подающая «Финала четырёх» (2010/11).
- Самый результативный игрок Лиги чемпионов (2004/05, 2005/06, 2006/07).
- Победительница клубного чемпионата мира (2011), бронзовый призёр клубного чемпионата мира (2015, 2017).